# Emil Carelius
Johan Emil Seth Carelius, född 21 februari 1878 i Katarina församling, Stockholm, död 27 september 1966 i Adolf Fredriks församling, Stockholm, var en svensk dirigent och hovmusikhandlare, verksam bland annat vid Kungliga Hovkapellet.

## Biografi
Emil Carelius föddes 1878 som son till korsångare Edvard Carelius och Teckla (född Helin). Han bedrev musikstudier 1887–1901. Han gifte sig 1913 med Elvie Lundblom, dotter till skeppsbyggmästare Hezekiel Lundblom och Maria (född Sjöberg), varigenom han blev svåger till läkaren och författaren Arthur Lundblom.
Carelius anställdes i musikhandeln Elkan & Schildknecht 1896, vars rörelse han övertog 1913. Han verkade som dirigent i Stockholms allmänna sångförening 1897–1924, Kvartettsångarförbundet 1906–1947, Stockholms sångarförbund 1913–1927, sångsällskapet De svenske 1924–1949 (varav senare hedersdirigent) och andre förbundsdirigent i Svenska sångarförbundet 1927–1943. Dessutom sedan 1905 medlem i Ordenssällskapet W:6, varefter ordenskansler och styrande mästare där 1941-1960.
Emil Carelius är begravd på Norra begravningsplatsen i Solna kommun.

## Utmärkelser
- Associé nummer 157 av Kungliga Musikaliska Akademien, invald 29 oktober 1928[6]
- Riddare av Nordstjärneorden
- Riddare av Vasaorden
- Riddare av 1. klass av Sankt Olavs orden
- Riddare av 1. klass av Finlands Vita Ros' orden
- Österrikiska Röda Korsets medalj
- Preussiska Röda Korsets medalj
- Riddare av Italienska Kronorden
- Officer av belgiska Leopold II:s orden
- Lettiska Tre Stjärnors orden
- Bulg RKkr
- Litteris et Artibus 1928
- S:t Eriks SM
- Pro Patrias guldmedalj
- Svenska Röda Korsets silvermedalj
- Hederstecken i Sveriges, Norges, Danmarks och Finlands sångarförbund